# بول والتر شرودر
بول والتر شرودر (بالإنجليزية: Paul W. Schroeder)‏ هو مؤرخ أمريكي، ولد في 23 فبراير 1927.